# Dárfúr forrópont

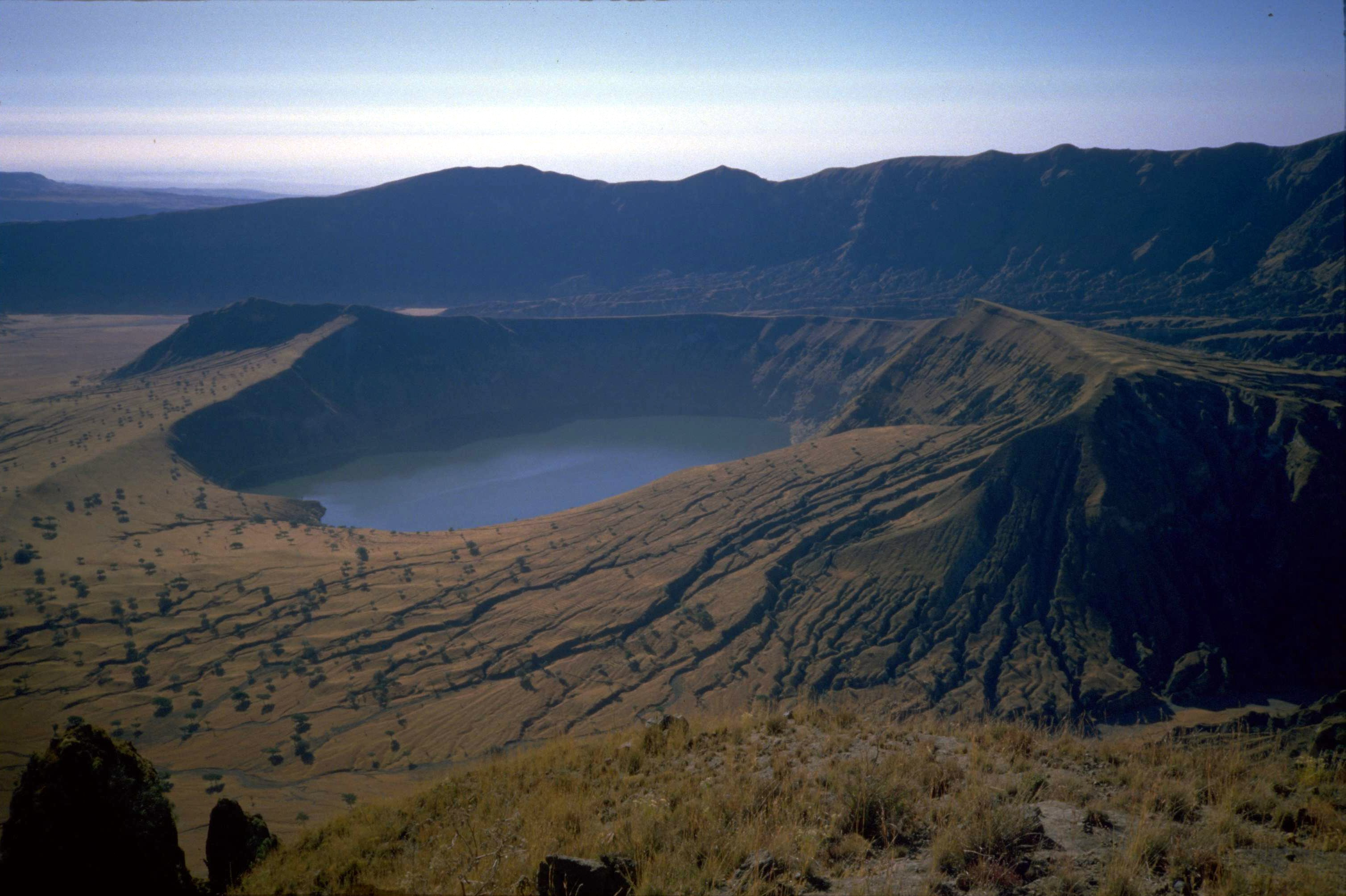
A Deriba-kaldera belső területe. A forrópont legutóbbi vulkanizmusa itt történt.

A Dárfúr forrópont egy köpenyfeláramlási zóna a szudáni Dárfúr régióban. Egyike a néhány szárazföld alatti forrópontnak. A feláramlás létrehozta kiemelkedés okán ismerik Dárfúr dómként is. G. Franz és D. Pudlo szerint ez a terület a szubkontinentális forró pontok kutatásában jelentős szerepet játszhat. Sajnos a kutatómunkát rendkívüli módon megnehezíti a térség politika-etnikai instabilitása.

## Elhelyezkedése
A forrópont Szudán délnyugati részén található, itt a köpenyfeláramlás miatt nagyjából 800—1200 méteres kiemelkedés jött létre, amit Dárfúr dómnak is neveznek. A központi részen található a Marra-hegység, amit a forróponti vulkanizmus hozott létre. Ez egyben a terület legöregebb része.
A dóm, és egyben Szudán legmagasabb pontja a Deriba-kráter a maga 3042 méteres magasságával.
A forrópont felett több vulkáni mező található egy megközelítőleg 400×100 km nagyságú, ÉK-DNy irányú hegységrendszerben. A terület több okból is nehezen megközelíthető, ezért kevéssé kutatott, így geológiailag keveset tudunk róla.

## Története
A kálium-argon kormeghatározás alapján a forrópont mintegy 36 millió éve jött létre, a jelenleg Dzsebel Marra néven ismert terület kialakulásával. A legelső vulkáni nyomokat a Dzsebel Kussa környékén találjuk, ezek még nem klasszikus vulkáni kiömlések.
Nagyjából 29 millió évvel ezelőtt kezdődtek Tawilától nyugat-délnyugati irányban a bazaltömlések. Ez a periódus majdnem tízmillió évig tartott, ezután áthelyeződött az aktivitás északnyugatra, a Tagabo-hegység területére. 
Eközben elkezdett kiemelkedni a Marra-hegység is, ahol a mai napig tartó vulkanizmus észlelhető. A Tagabo-hegységi vulkanizmus után pár millió éves nyugalom következett, majd a vulkanizmus továbbhaladt és a Meidob-hegységet is elkezdte kiemelni. A Dárfúr dómon belül tehát három vulkáni terület található:
1. Tagabo-hegység;
2. Meidob-hegység;
3. Marra-hegység.

A két utóbbin a mai napig tapasztalható aktivitás, az utolsó kitörés mintegy 3500 éve történt.